# Сент-Круа (Эна)
Сент-Круа́ (фр. Sainte-Croix) — коммуна во Франции, находится в регионе Пикардия. Департамент коммуны — Эна. Входит в состав кантона Гиньикур. Округ коммуны — Лан.
Код INSEE коммуны — 02675.

## Население
Население коммуны на 2010 год составляло 139 человек.
| 1962 | 1968 | 1975 | 1982 | 1990 | 1999 | 2010 |
| ---- | ---- | ---- | ---- | ---- | ---- | ---- |
| 105  | 103  | 103  | 113  | 115  | 124  | 139  |

## Экономика
В 2010 году среди 92 человек трудоспособного возраста (15—64 лет) 71 были экономически активными, 21 — неактивными (показатель активности — 77,2 %, в 1999 году было 70,4 %). Из 71 активных жителей работали 63 человека (39 мужчин и 24 женщины), безработных было 8 (3 мужчин и 5 женщин). Среди 21 неактивных 8 человек были учениками или студентами, 3 — пенсионерами, 10 были неактивными по другим причинам.